# Karmen Bruus
Karmen Bruus, née le 24 janvier 2005, est une athlète estonienne, spécialiste du saut en hauteur. Taille 1m77.

## Biographie
Créditée d'un record personnel à 1,80 m en fin de saison 2021, Karmen Bruus s'illustre en début de saison 2022, en salle, en réalisant 1,87 m en février à Tallinn au cours des championnats d'Estonie juniors, puis 1,89 m quelques jours plus tard lors de sa victoire aux championnats d'Estonie seniors, et enfin 1,91 m en mars au cours des championnats des Balkans juniors. En plein air, elle réalise 1,90 m à Kääriku.
Elle participe à l'âge de 17 ans aux championnats du monde à Eugene et bat à deux reprises son record personnel en franchissant, à chaque fois à son deuxième essai, des barres de 1,93 m, puis de 1,96 m, égalant la meilleure performance mondiale cadette et établissant le nouveau record d'Estonie. Elle se classe 7e de la compétition après trois échecs à 1,98 m. Seulement deux semaines plus tard, elle décroche le titre de championne du monde junior à Cali avec 1,95m devançant des concurrentes ayant deux ans de plus qu'elle.

## Palmarès
| Date | Compétition                   | Lieu   | Résultat | Marque |
| ---- | ----------------------------- | ------ | -------- | ------ |
| 2022 | Championnats du monde         | Eugene | 7e       | 1,96 m |
| 2022 | Championnats du monde juniors | Cali   | 1re      | 1,95 m |
| 2024 | Championnats du monde juniors | Lima   | 3e       | 1,89 m |

## Records
| Épreuve         | Marque              | Lieu   | Date            |
| --------------- | ------------------- | ------ | --------------- |
| Saut en hauteur | 1,96 m (=WU18B, NR) | Eugene | 19 juillet 2022 |